# 汐止神社
25°04′06″N 121°39′32″E / 25.06847°N 121.65895°E

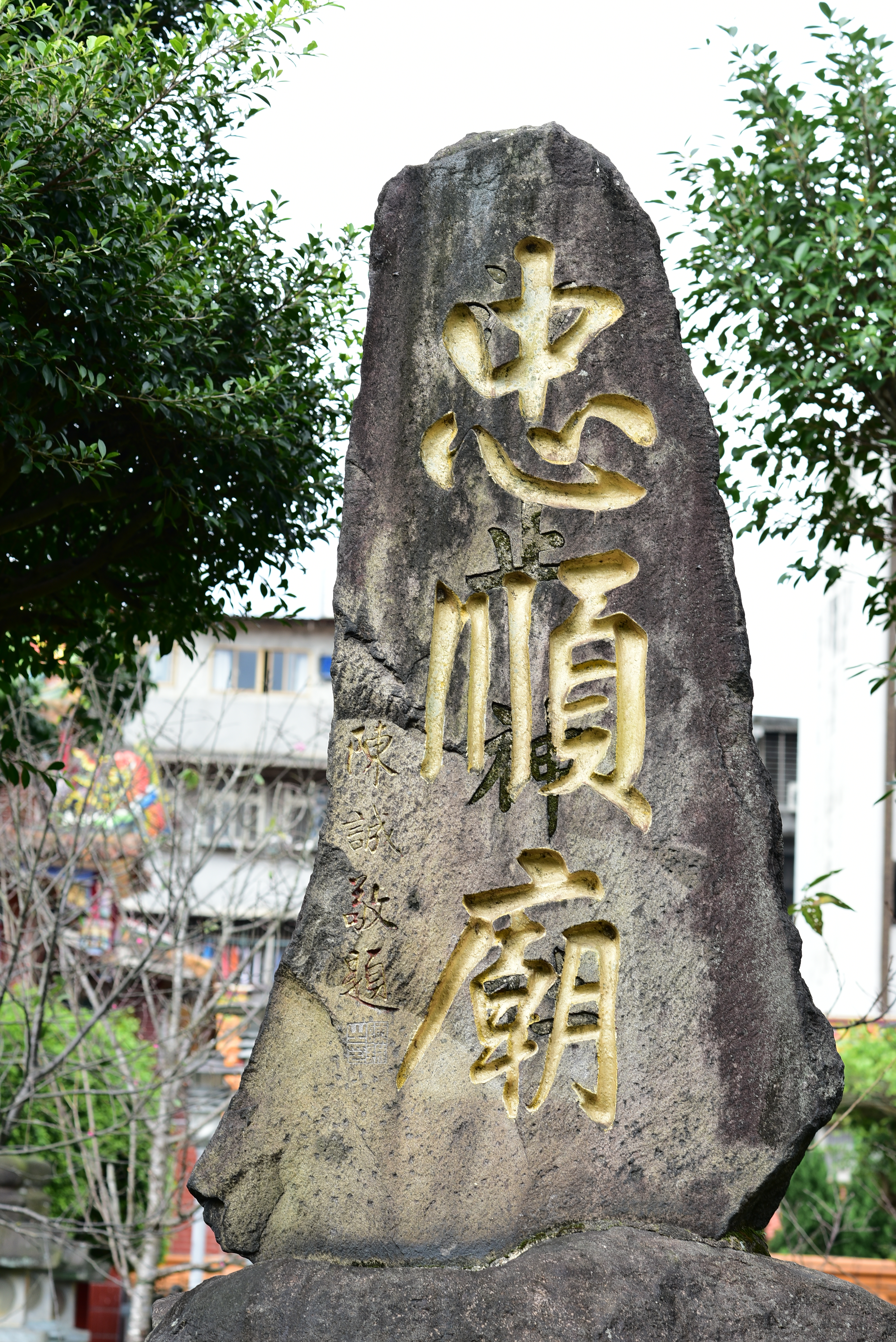
忠順廟碑沿用原本是汐止神社社號標的石碑，因此依稀可見原本"汐止神社"的字樣。

汐止神社為台灣日治時期臺北州汐止街的神社，建於昭和十二年（西元1937年）12月5日，社格為無格社，祭奉北白川宮能久親王與天照大神、大己貴命與倉稻魂命；神社附近原為紀念明治28年(1895年)6月10日乙未之役時，北白川宮能久親王於台北府水返腳（汐止）駐紮之御舍營所東側。神社現址為台灣新北市汐止區的汐止忠順廟。

## 歷史

### 北白川宮御遺跡地
明治28年5月31日，北白川宮能久親王任台灣征討近衛師團師團長，乃進攻台灣之日軍統帥，於澳底登陸，同年6月3日攻下基隆，6月10日自基隆出發到達台北府水返腳（今汐止），駐紮在汐止蘇樹森宅中。蘇樹森獻上降書：
|  | 敬稟者， 嘗聞「普天之下，莫非王土」，臺灣一島既屬日本管轄，森等自是日本人民，大軍到此，盡竭力周旋以報效。伏念我大日本皇帝，威勝五霸，明繼三王，保赤於誠，求養兵士於心服，施仁載義，扶弱挫強。以此制敵，何敵不摧？以此圖效，何功不克？自大軍到基隆以來，森等百姓皆簞食壺漿，以迎王師來到水返腳。森又派人引導大軍於先路，臺北一帶地方可做太平之賀矣，惟聞臺南林朝棟及丘逢甲、劉永福等，駐紮兵勇五六十營，開鑿地道，以阻天兵，未知果否？森亦派人到新竹縣窺其勢，日後再稟報。但願我軍預先設法提防，庶為萬全之計。伏乞 親王殿下兵馬大元帥 施行 水返腳蘇樹森切叩 |

明治28年10月28日，能久親王於台南病歿，死後被神格化為護國神。其後，臺灣總督府將北白川宮之多處行經之地都列為御遺跡地、御駐營址等。其中，其於1895年6月10日於汐止住宿過的蘇宅被指定為水返腳御遺跡保存，被稱為能久宮。  昭和5年（1930年）3月10日，七星郡役所汐止街街長李朝芳，自蘇樹森手中購入蘇宅與土地，作為水返腳御舍營所，以能久親王駐紮的6月10日為紀念日，每年舉行祭典。1941年，汐止街的仕紳周錦樹向汐止神社捐獻高度約5公尺的大石燈籠一對（約1,500圓）。

### 神社設立
汐止地方居民為了設立汐止神社，於昭和9年(1934年)5月，向臺北州廳提出申請組織汐止神社建立之奉贊會。在1935年趁修繕北白川宮御舍營所時，計畫在其相鄰土地設立汐止神社，並收購約45,000坪之土地。汐止神社的工程費用約3萬圓，於昭和12年（1937年）6月10日舉行地鎮祭，9月底動工，並於同年12月15日舉行鎮座祭落成啟用，訂定6月10日為例祭日。1938年5月3日，汐止神社的第一鳥居完工，此鳥居是由台北市榮町二丁目23番地的山本次郎捐獻，並在同年6月7日，舉行奉納的奉告祭。

### 現況
1946年國民政府來台後，台灣的神社幾乎被拆除或改建。而汐止神社於1946年被改建成汐忠順廟，祭祀唐代的雙忠大將軍與儒釋道三教神明。但除神社正殿被拆除外，鳥居、石燈籠與狛犬（石獅）被保留成為寺廟的附屬建物。1974年2月25日，中華民國內政部發布《清除臺灣日據時代表現日本帝國主義優越感之殖民統治紀念遺跡要點》，蔣中正政府反日情緒高漲，規定地方政府拆除神社遺跡，原神社的石燈籠部分遷至汐止拱北殿。近期新增設數十座日式石燈籠，當夜晚石燈點亮時，景色優美。而目前鳥居前四座石燈狀柱子，其實是神橋的四支柱子。2005年5月，因道路拓寬，神橋與神社社務所遭到拆除。

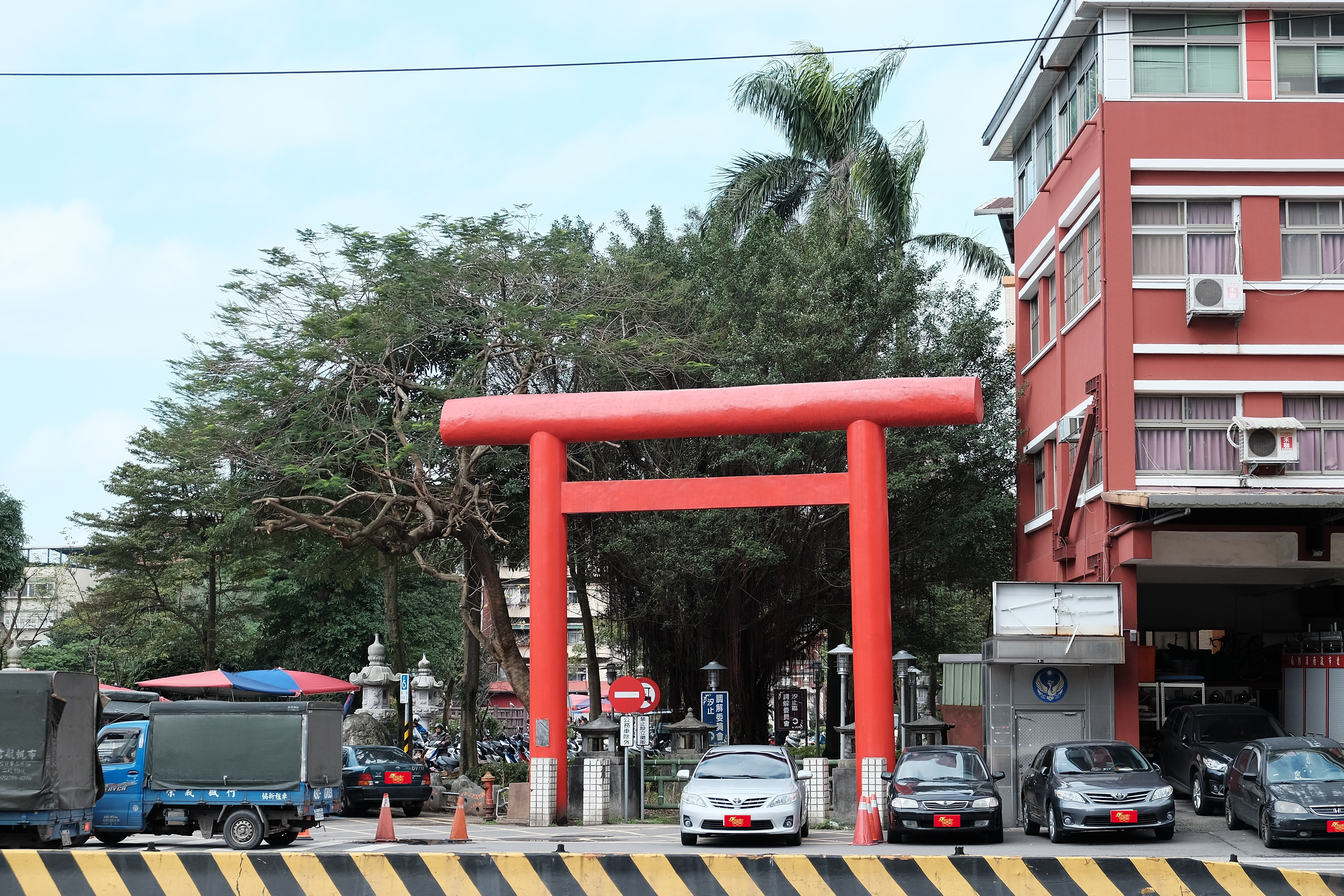
汐止神社鳥居現況
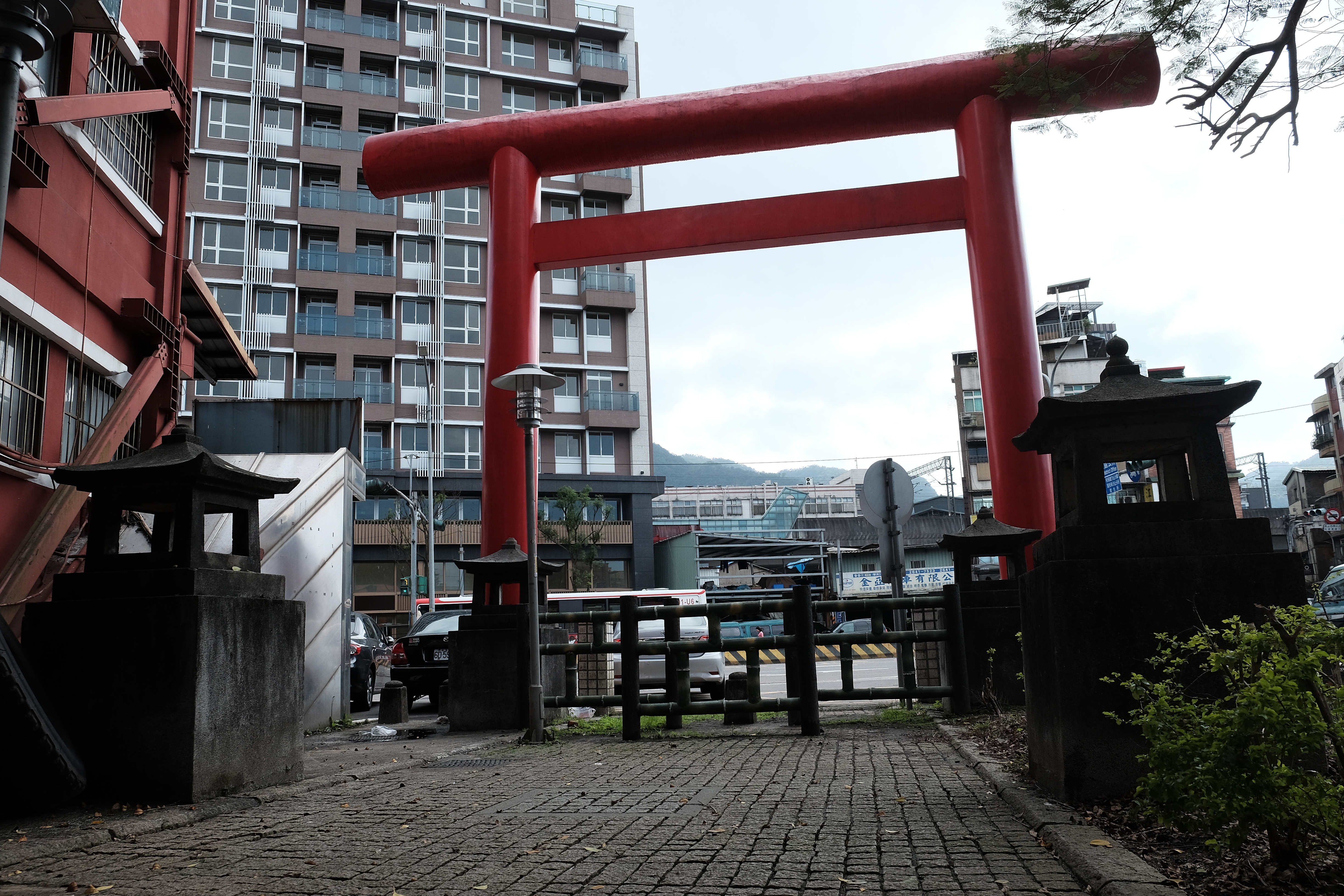
汐止神社鳥居、神橋、燈籠現況
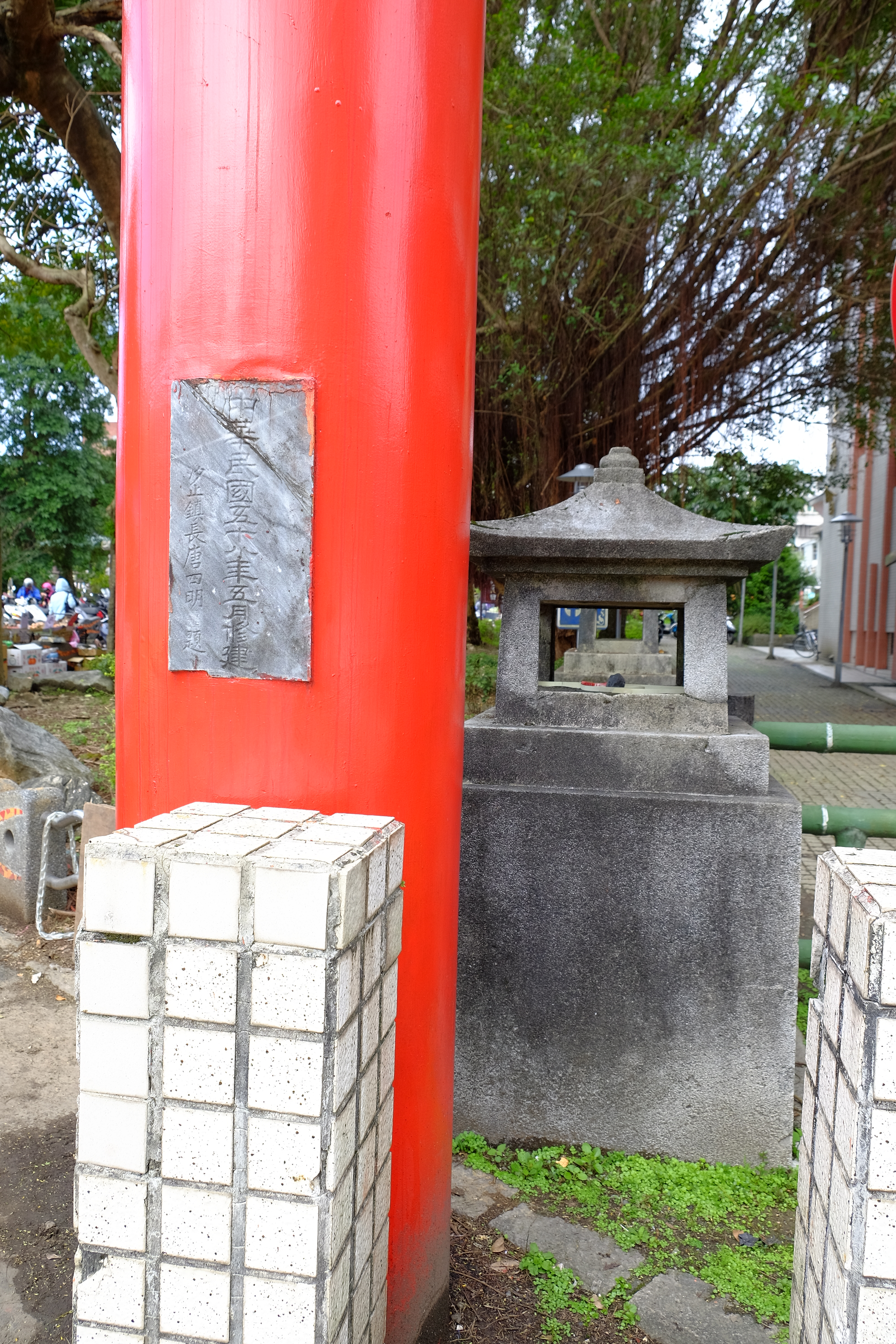
唐四明於1969年在汐止神社鳥居之題字

## 社掌
汐止神社社掌為高橋正邦，其自昭和十三年(1938年)任社掌至昭和20年(1945年)終戰為止。

## 攝社
- 內湖神社

## 規模
神社配置包含神橋一座、靖國鳥居兩基、 狛犬一對、手水舍、社務所、石燈籠數十對，本殿與拜殿。  鳥居(指現存的第一鳥居)乃混凝土造，原為白灰色，現在的橘紅色是近年修復時所為，與原貌相去甚遠矣。

## 圖片集

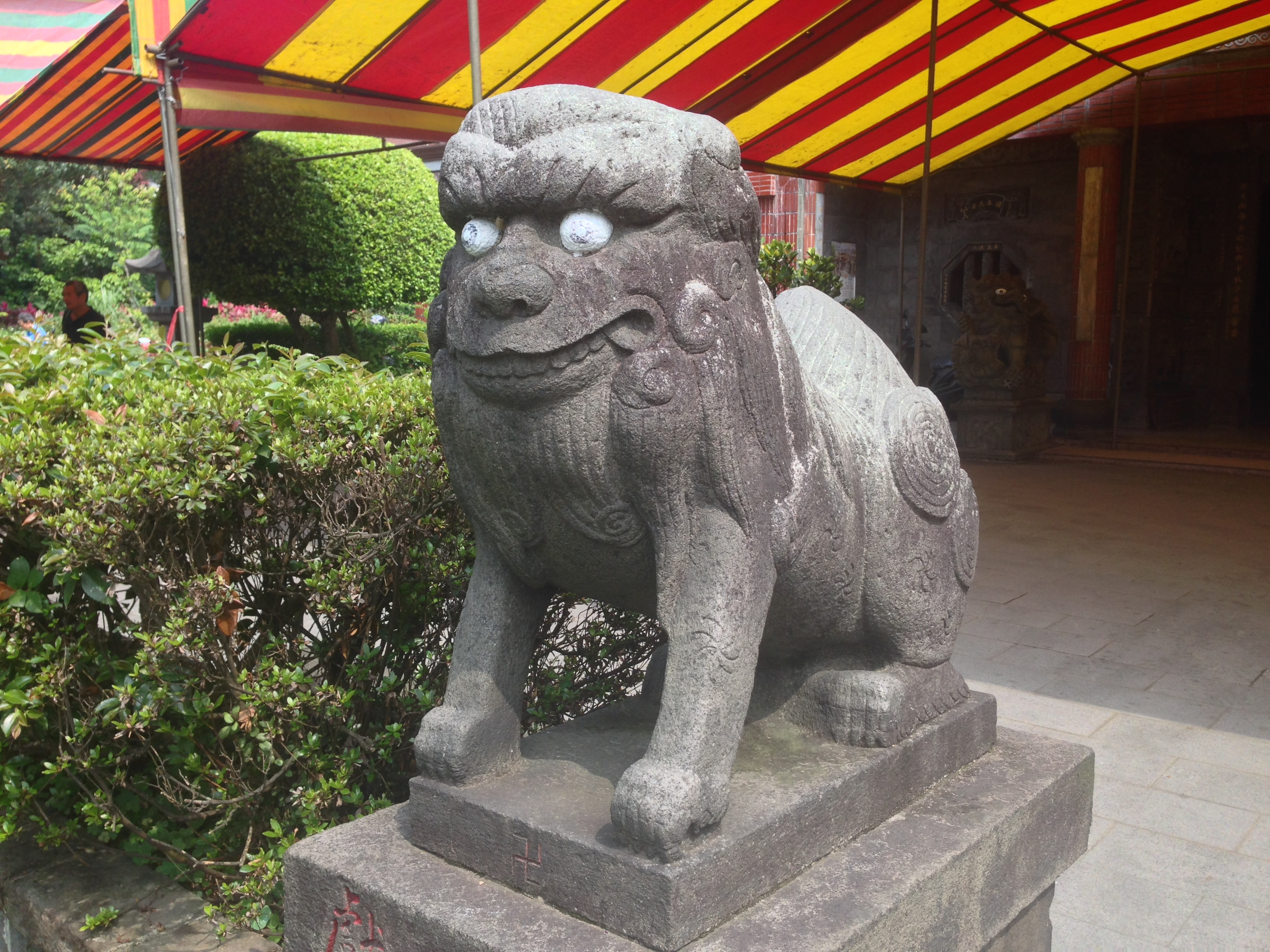
汐止神社狛犬
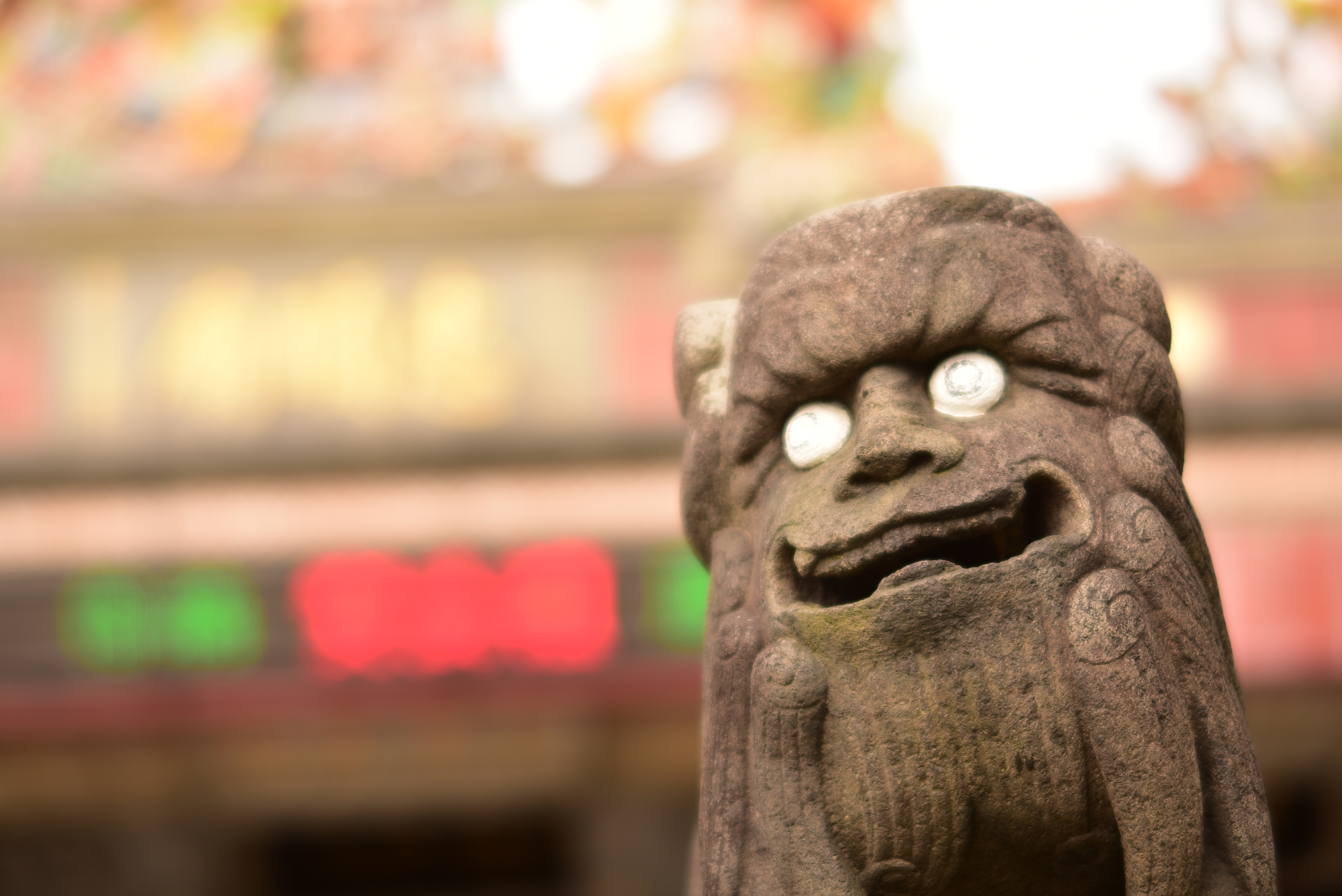
阿形狛犬
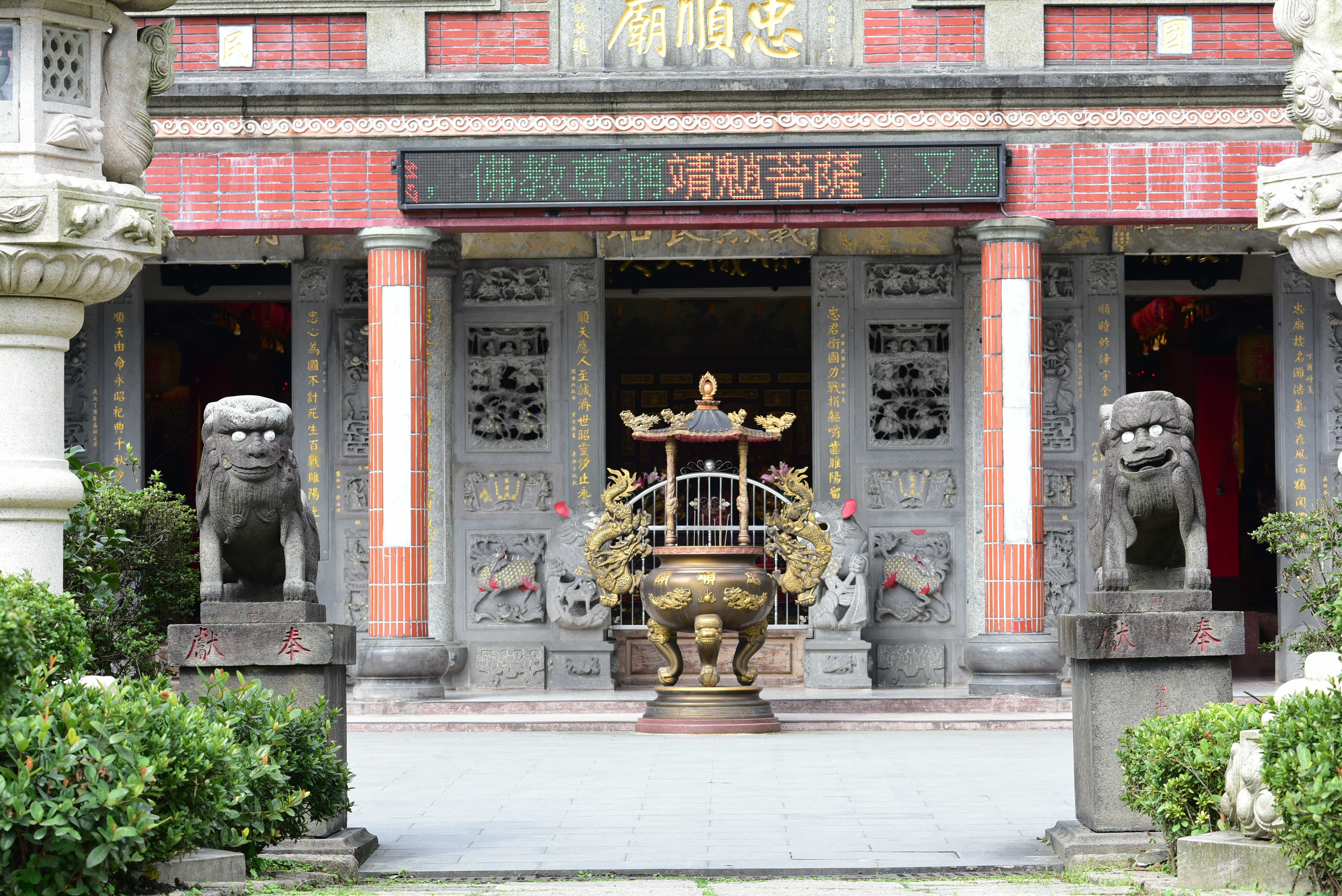
狛犬顧忠順廟門口
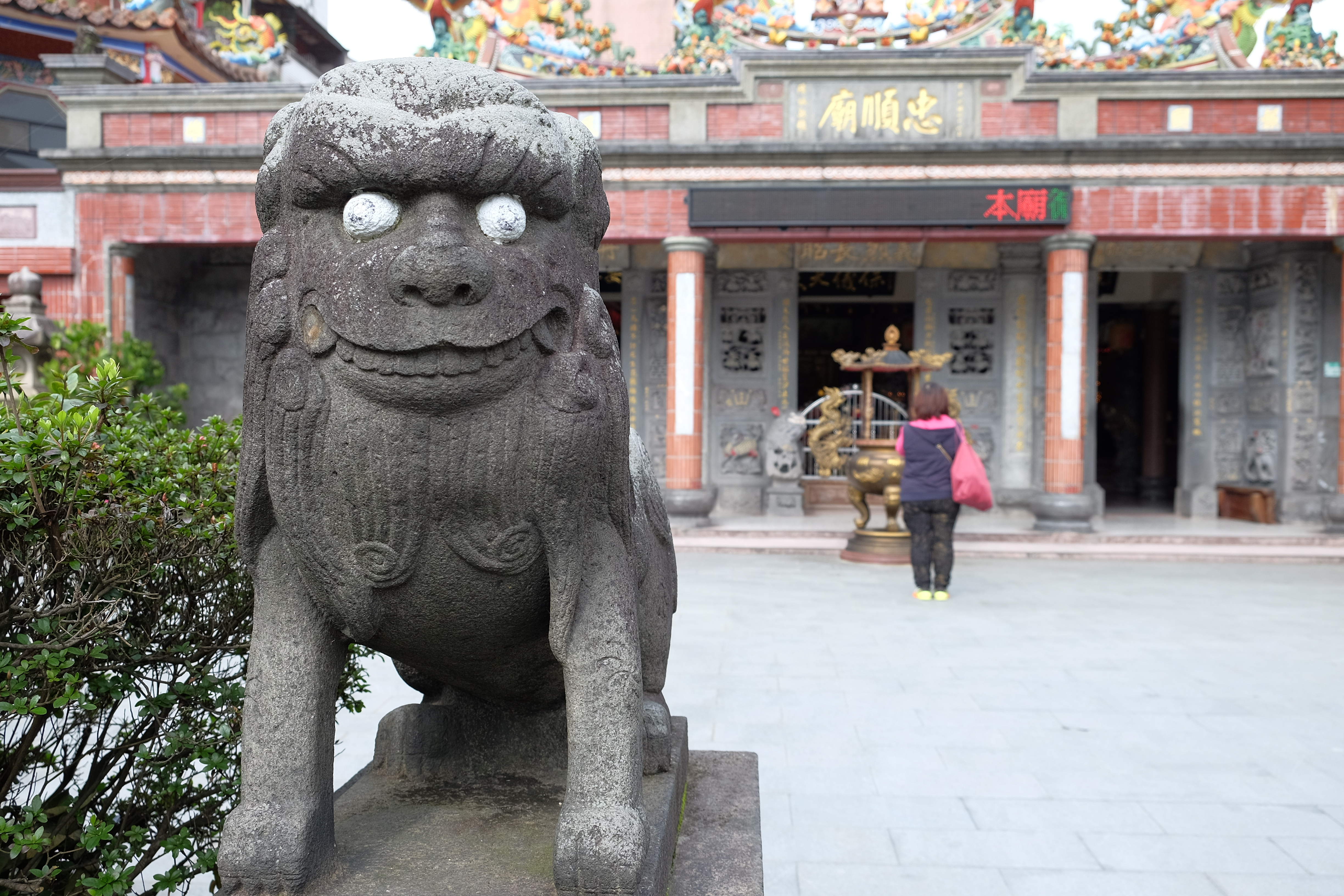
吽形狛犬
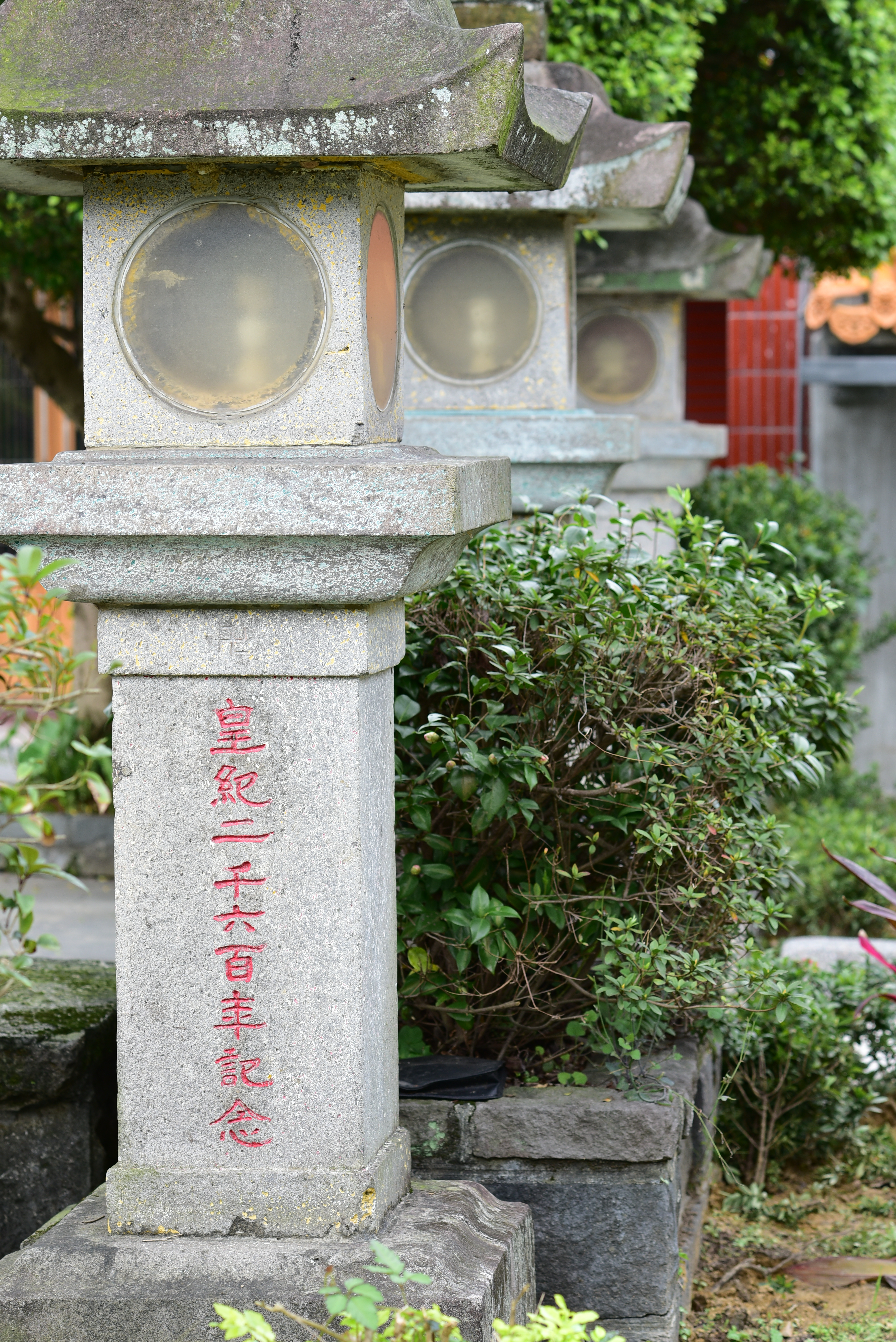
皇紀二千六百年記念
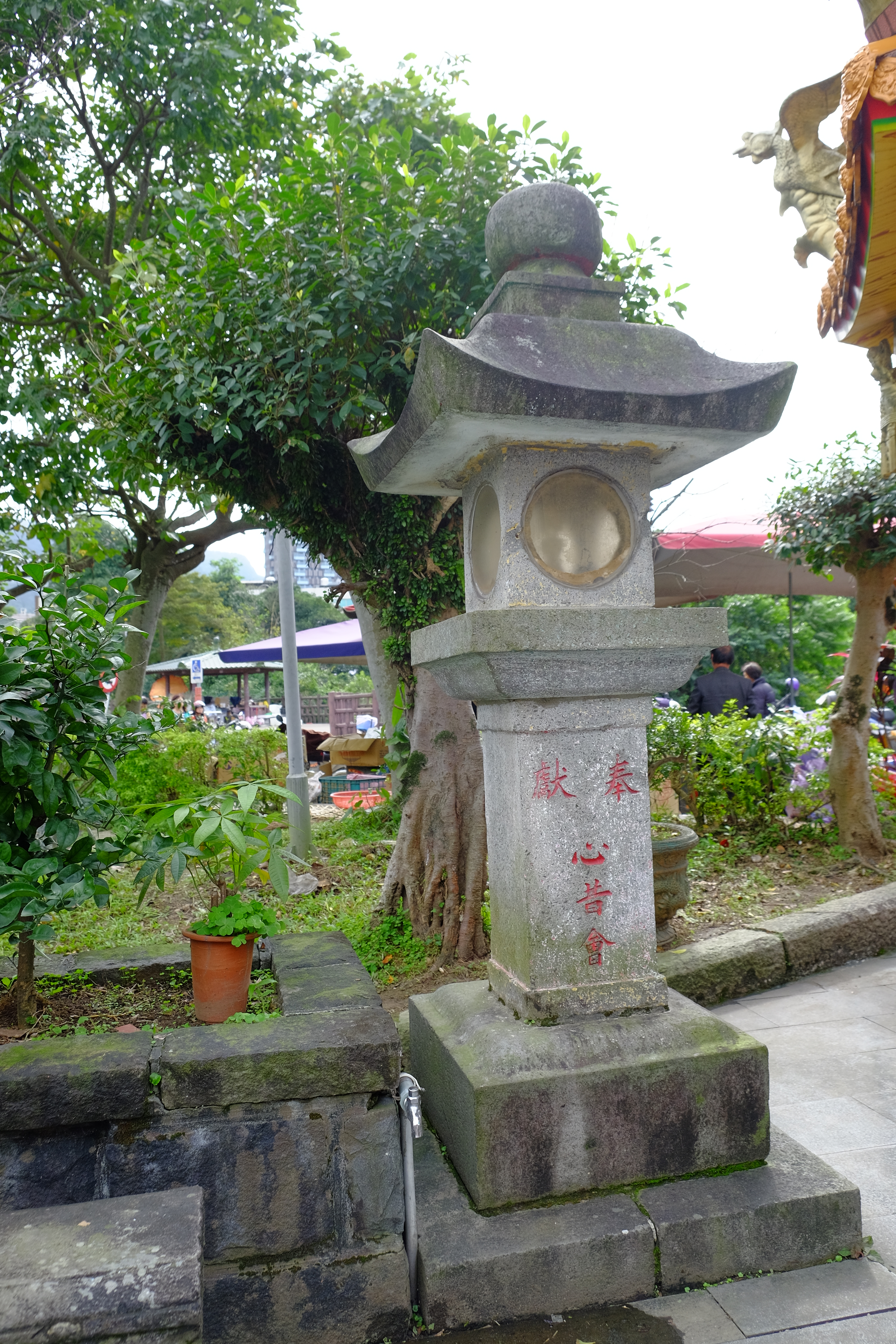
心昔會奉獻
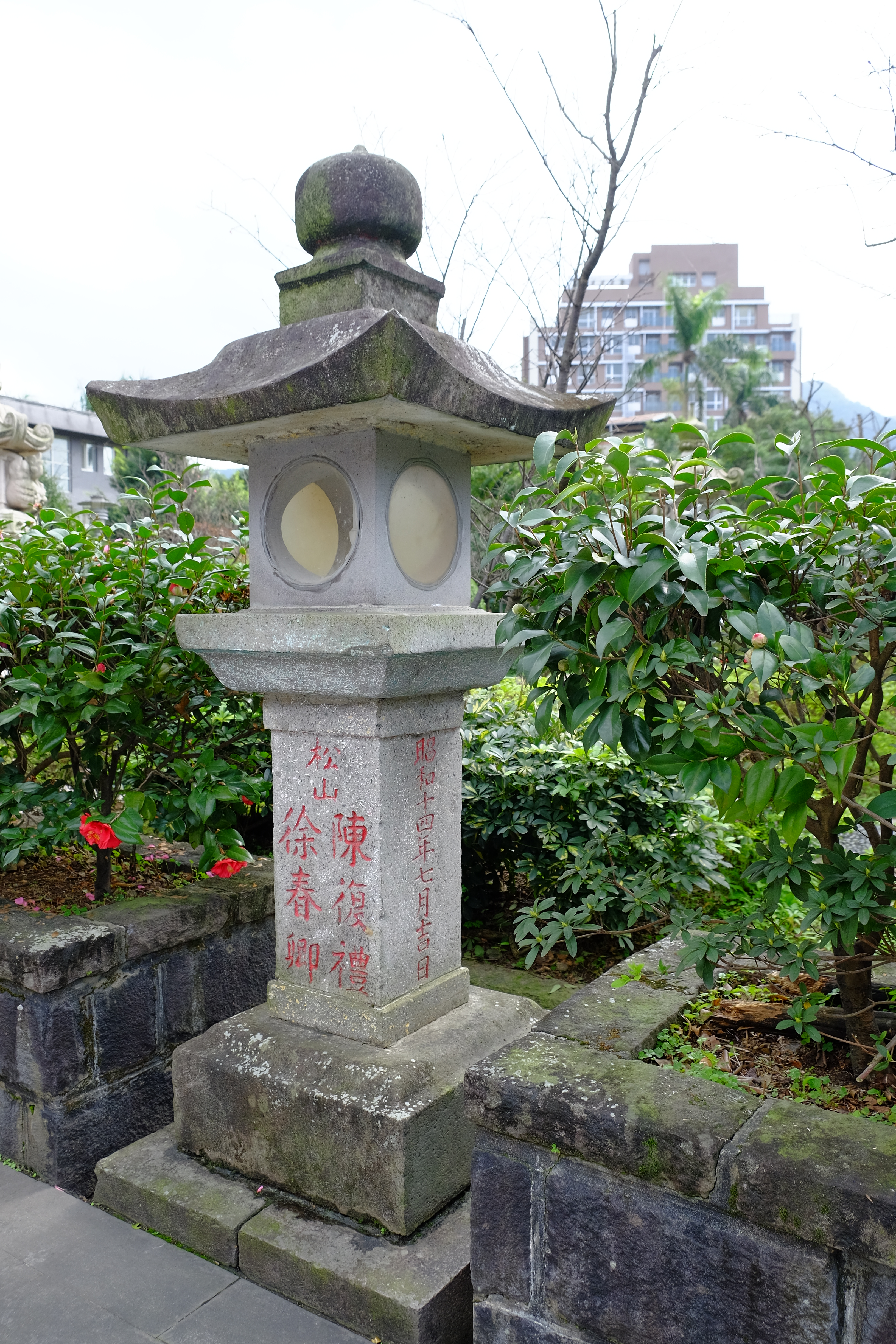
昭和14年松山聞人陳復禮徐春卿奉獻
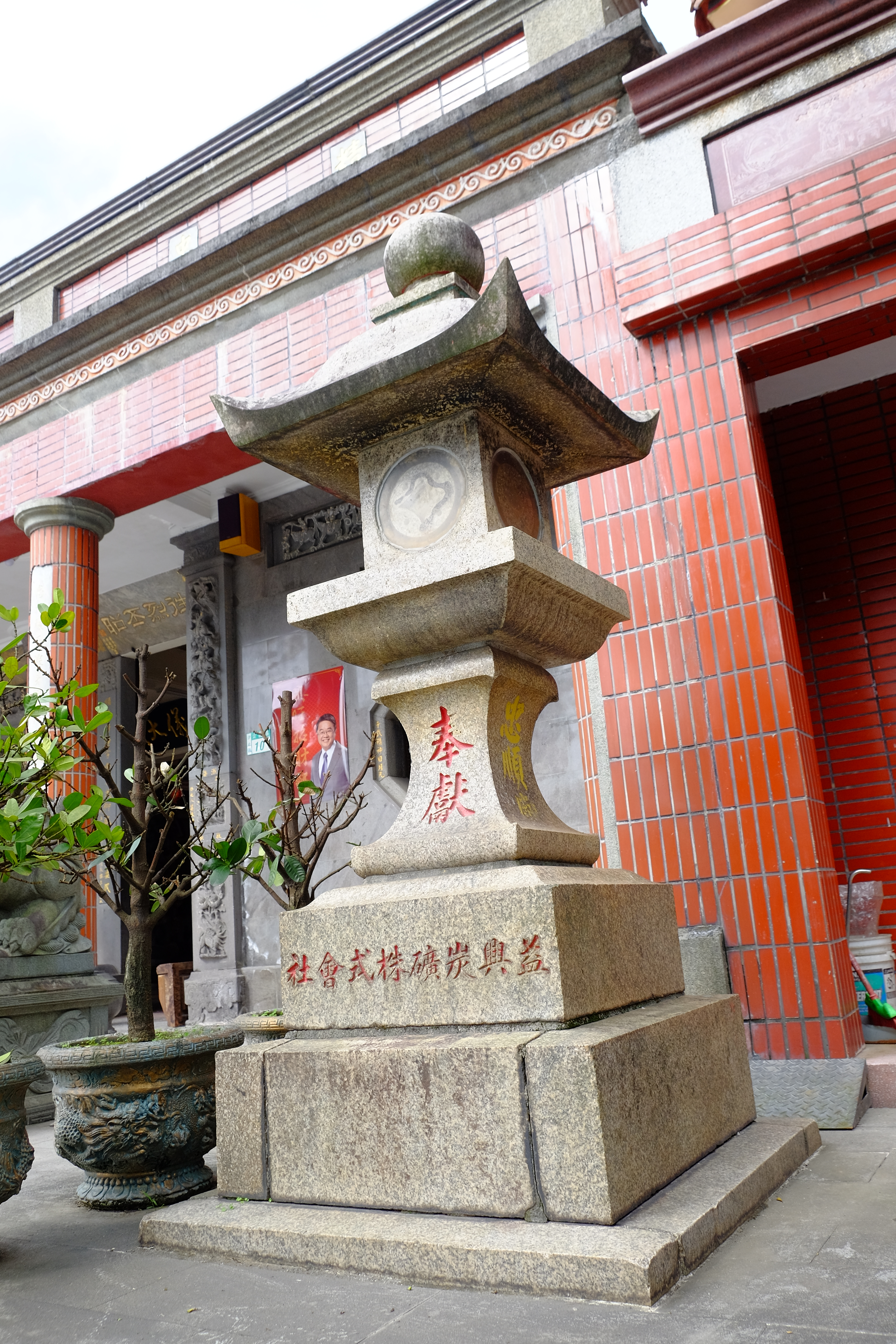
益興炭礦奉獻
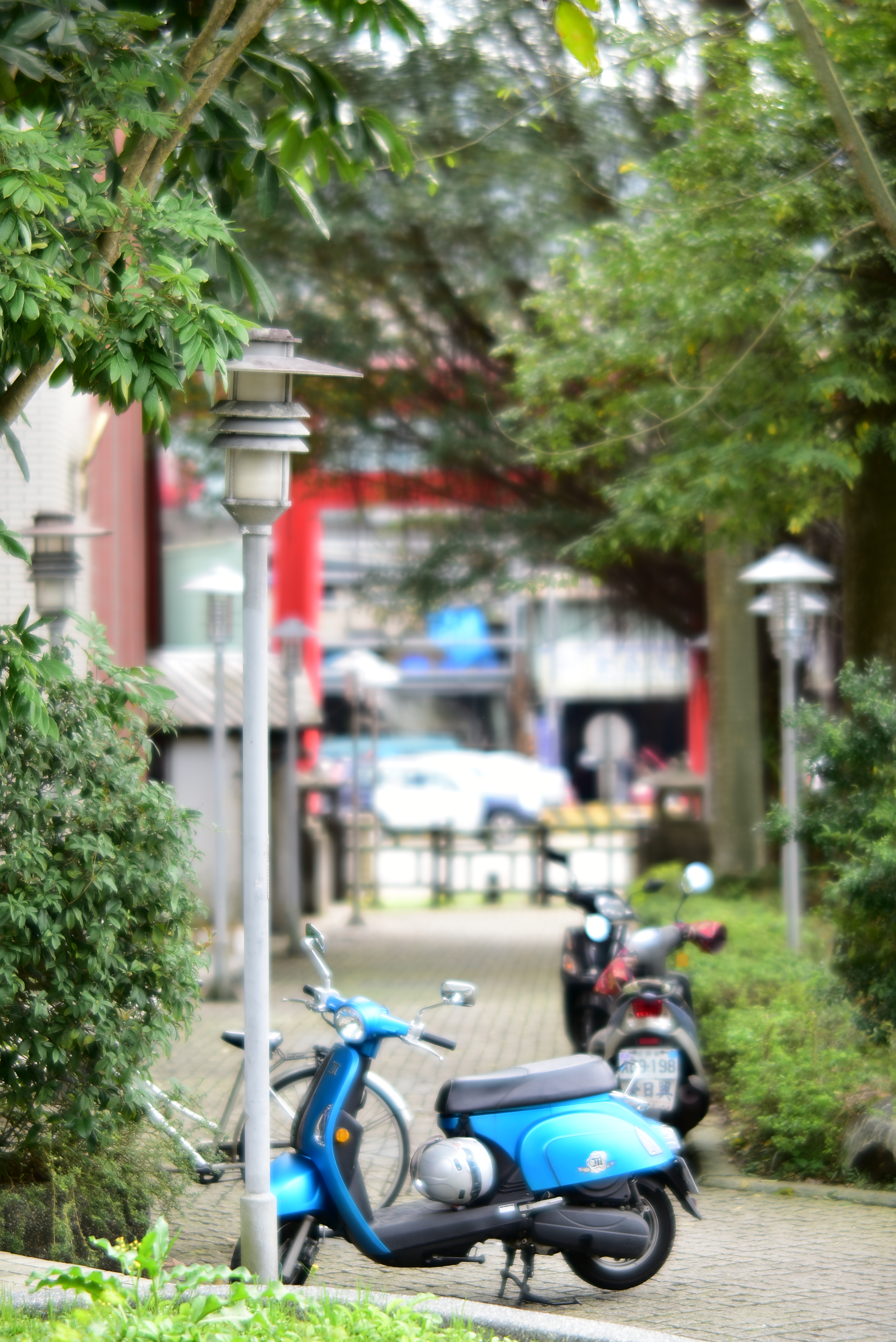
元神橋與參道遺址

## 關連項目
- 台灣神社列表

## 外部連結
- 汐止忠順廟官網 （页面存档备份，存于）